# Константіна (футбольний клуб)

Логотип спортивного клубу «Константіна»

Клуб Спортіф Константіна або просто «Константіна» (араб. النادي الرياضي القسنطيني‎‎) — професіональний алжирський футбольний клуб з міста Константіна, який виступає в Алжирській Професіональній Лізі 1. Заснований в 1898 році. Домашній стадіон — «Стадіон імені Мохамеда Хамлауї».

## Історія
Клуб засновано під назвою ІКБАЛ Емансіпасьйон з 1898 по 1909 роки, але був закритий Французькою колоніальною адміністрацією. Його було відновлено під назвою Етуаль Клуб Мусульман Константіну з 1916 по 1918 роки, але вже вдруге він був закритий, цього разу під час репресій колоніальної влади. І нарешті, 26 червня 1926 року його знову було відновлено, цього разу під назвою Клуб Спортіф Константіну, але клуб не закрили, оскільки разом з мусульманами в ньому виступали й європейські футболісти та члени клубу. В період з 1977 по 1987 роки команда виступала під назвою Шабаб Меканік Константіну.

## Кольори та логотип
Свого часу команда мала три назви, але в кожній з назв були слова які означали приблизно одне й те ж значення (Народний, Ісламський), також, як правило, використовувалися два кольори: зелений (як символ надії, очікування) та чорний (символ печалі), таким чином, можна трактувати символіку клубу як Очікування в жалобі (L'esperance en Deuil).

## Досягнення
- Алжирська Професіональна Ліга 1
  -  Чемпіон (2): 1997 , 2018
  -  Срібний призер (1): 1971
  -  Бронзовий призер (1): 2013

- Алжирська Професіональна Ліга 2
  -  Чемпіон (6): 1970, 1977, 1986, 1994, 2004, 2011

## Виступи в клубних континентальних змаганнях під егідою КАФ
- Ліга чемпіонів КАФ: 1 виступ

1998 – Перший раунд
- Кубок конфедерації КАФ: 2 виступи

2014 – Другий раунд
2016 – Виступає

## Стадіон
Стадіон клубу КС Константіна «Мохамед Хамлауї», більше відомий під назвою «Шахід Хамлауї», слугує домашньою ареною для нього з моменту його відкриття в 1976 році. Раніше цей стадіон носив назву «17 червня», але згодом був перейменований на знак пам'яті про смерть Хамлауї, який загинув під час Війни за незалежність. В даний час стадіон може вмістити 40 000 уболівальників. В останні роки стадіон декілька разів зазнавав реконструкцій. У 2007 році на ньому постелили природний газон з Нідерландів.

## Відомі гравці
У списку, який наведено нижче, перераховані гравці, які представляли Константіну в чемпіонаті та міжнародних турнірах з моменту заснування клубу в 1898 році, щоб з'явитися в розділі нижче, гравець повинен зіграти принаймні 100 офіційних матчах за клуб чи представляти національну збірну, за яку він має право виступати, під час його перебування в Константіні або після того, як він покинув клуб.
- Мохамед Амрун
- Файкал Баджи
- Ясін Беззаз
- Хосін Феніер
- Мунір Зегдуд
- Ісаад Бураглі

## Відомі тренери
- Володимир Ештреков (1989—1991)
- Франсуа Браччі (2003–04)
- Дарко Яначкович (2008–09)
- Мухеммед Несар (2010–11)
- Хосе Дутра душ Сантуш (1 липня 2011 – 14 вересня 2011)
- Рашид Буррата (21 вересня 2011 – 29 січня 2012)
- Рашид Бельхут (10 лютого 2012 – 1 червня 2012)
- Роже Лемер (14 липня 2012 – 1 серпня 2013)
- Дієго Гарзітто (1 липня 2013 – 8 грудня 2013)
- Лунес Гауауї (в.о.) (6 грудня 2013 – 4 січня 2014)
- Бернар Сімонді (5 січня 2014 – 1 липня 2014)
- Дієго Гарзітто (2 липня 2014—2015)
- Юбер Велю (2015)